# Pardosa naevioides
Pardosa naevioides är en spindelart som först beskrevs av Embrik Strand 1916.  Pardosa naevioides ingår i släktet Pardosa och familjen vargspindlar.
Artens utbredningsområde är Namibia. Inga underarter finns listade i Catalogue of Life.